# 고한중학교
고한중학교(古汗中學校)는 대한민국 강원특별자치도 정선군 고한읍 고한리에 있는 공립 중학교이다.

## 학교 연혁
- 1974년 12월 27일 : 고한중학교 설립인가(남.여 6학급)
- 1975년 7월 10일 : 고한중학교 개교
- 1981년 3월 15일 : 남,여 중학교 분리
- 2008년 2월 15일 : 고한중 제31회 졸업, 고한여중 제27회 졸업
- 2008년 3월 1일 : 고한중, 고한여중 통폐합
- 2023년 1월 4일 : 제46회 졸업식(졸업생 14명, 졸업생 누계 6,177명)
- 2023년 3월 2일 : 신입생 16명 입학
- 2023년 9월 1일 : 제24대 유현종 교장 취임

## 참고 자료
- 고한중학교 - 한국교육학술정보원 학교알리미